# Naomie Harris
Naomie Melanie Harris (OBE, sinh ngày 6 tháng 9 năm 1976) là một nữ diễn viên người Anh. Cô bắt đầu sự nghiệp của mình khi còn là một nữ diễn viên nhí, xuất hiện trong bộ phim truyền hình dành cho trẻ em Simon and the Witch năm 1987. Cô đóng vai phù thủy Voodoo Tia Dalma trong loạt phim Cướp biển Caribê thứ hai và thứ ba, Selena trong 28 Days Later, và Winnie Mandela trong Mandela: Long Walk to Freedom. Cô đóng vai Eve Moneypenny trong các phim James Bond Skyfall và Spectre. Năm 2016, cô đóng vai chính trong bộ phim nổi tiếng Moonlight, một màn trình diễn đã giành được nhiều đề cử cho giải thưởng Nữ diễn viên phụ xuất sắc nhất, bao gồm Quả Cầu Vàng, BAFTA và Giải Oscar.

## Tiểu sử
Harris sinh ngày 6 tháng 9 năm 1976 tại Islington, Luân Đôn, nơi cô lớn lên. Mẹ của Harris, Lisselle Kayla, chuyển đến Luân Đôn khi còn nhỏ với cha mẹ từ Jamaica, và cha cô, một nhà thiết kế thời trang, chuyển đến từ Trinidad.
Họ chia tay ra trước khi cô được sinh ra, và Harris đã được nuôi dưỡng bởi mẹ cô và không có mối quan hệ với cha cô. Mẹ cô sau đó tái hôn và Harris có hai người em cùng mẹ khác cha.